# Batteur de mesure électrique

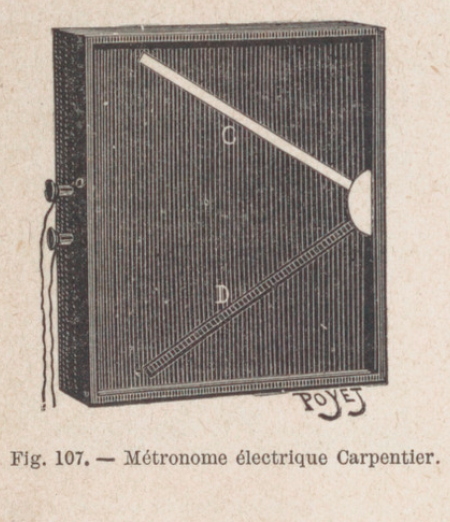
Métronome électrique Carpentier (1886).

Le batteur de mesure électrique est un instrument de transmission pour indiquer le tempo ou la battue d'un chef d'orchestre, pour chaque temps de la mesure. Ce mécanisme permet à des musiciens d'orchestre d'exécuter une partition — symphonie, opéra ou ballet — lorsqu'ils se trouvent placés au sein d'un ensemble musical très vaste ou dissimulés en coulisse, par exemple.
En 1844, le compositeur, chef d'orchestre et écrivain français Hector Berlioz décrit le principe et l'emploi du batteur de mesure électrique, ou « métronome électrique », dans Euphonia ou la ville musicale, dernière nouvelle des Soirées de l'orchestre. Il en fait l'expérience dès 1855 pour diriger ses propres œuvres. Par la suite, l'Opéra de Paris et des salles de concert en font usage.
Le système connaît divers perfectionnements et fait l'objet de brevets d'invention à la fin du XIXe siècle. L'emploi du batteur de mesure électrique est progressivement remplacé par la vidéo, à la fin du XXe siècle.

## Histoire

### Berlioz, le précurseur
En 1844, le compositeur, chef d'orchestre et écrivain français Hector Berlioz décrit une utopie musicale, dans la dernière nouvelle des Soirées de l'orchestre, Euphonia ou la ville musicale : 

« Un ingénieux mécanisme qu'on eût trouvé cinq ou six siècles plus tôt [l'action d'Euphonia prend place en 2344], si on s'était donné la peine de le chercher, et qui subit l'impulsion des mouvements du chef sans être visible au public, marque, devant les yeux de chaque exécutant et tout près de lui, les temps de la mesure, en indiquant aussi d'une façon précise les divers degrés de forte ou de piano. De cette façon, les exécutants reçoivent immédiatement et instantanément la communication du sentiment de celui qui les dirige, y obéissent aussi rapidement que font les marteaux d'un piano sous la main qui presse les touches, et le maître peut dire alors qu'il joue de l'orchestre en toute vérité. »

Berlioz, « pour romantique qu'il soit, reste un fils des Lumières. C'est là la force et la grandeur de son esprit. À l'instar de son maître Reicha, il raisonne son art ». Ce mécanisme, inspiré du télégraphe, aboutit à la réalisation d'un « métronome électrique » que Berlioz décrit en 1855 dans le supplément de son Traité d'instrumentation et d'orchestration consacré à la direction d'orchestre. Son expérience de compositeur et de chef d'orchestre lui fait rapidement apporter des améliorations techniques au prototype dont il avait confié la réalisation à l'ingénieur bruxellois Joannes Verbrugghe,.

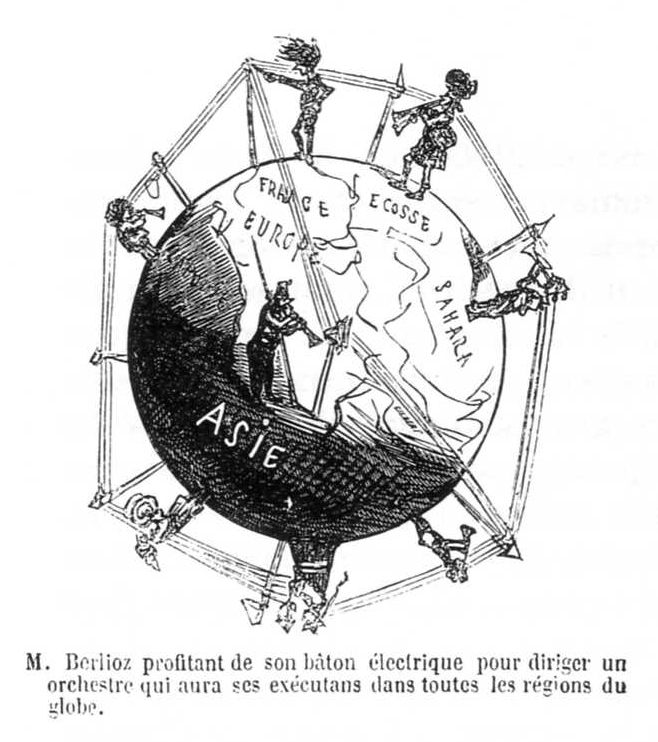
« M. Berlioz profitant de son bâton électrique pour diriger un orchestre qui aura ses exécutants dans toutes les régions du globe », caricature de Cham pour le Charivari (1855).

Dans un premier temps, Berlioz recommande la présence d'un « sous-chef d'orchestre » pour les chœurs placés à distance, ou tournant le dos au chef d'orchestre. Il y ajoute un principe de rétroaction, en considérant les deux sources sonores : « Si l'orchestre accompagne ce groupe, le premier chef, qui entend la musique lointaine, est alors rigoureusement tenu de se laisser conduire par le second ». Or, cette méthode de direction présente des difficultés dès que, « comme il arrive souvent dans la musique moderne, la sonorité du grand orchestre empêche le premier chef d'entendre ce qui s'exécute loin de lui ». Alors, « l'intervention d'un mécanisme spécial conducteur du rythme devient indispensable pour établir une communication instantanée entre lui et les exécutants éloignés ».
Joël-Marie Fauquet signale que, loin d'être une excentricité propre à susciter la raillerie des caricaturistes, « ce type de métronome — la seule contribution de Berlioz à la technologie musicale — est aussi une des premières applications de l'électricité à la musique ».

Dans ses Mémoires, Berlioz revient sur l'exécution de sa cantate L'Impériale par 1 250 musiciens, le 16 novembre 1855 : 

« J'avais fait venir de Bruxelles un mécanicien à moi connu, qui m'installa un métronome électrique à cinq branches. Par le simple mouvement d'un doigt de ma main gauche, tout en me servant du bâton conducteur avec la droite, je pus ainsi marquer la mesure à cinq points différents et fort distants les uns des autres, du vaste espace occupé par les exécutants. Cinq sous-chefs recevant mon mouvement par les fils électriques, le communiquaient aussitôt aux groupes dont la direction leur était confiée. L'ensemble fut merveilleux. Depuis lors, la plupart des théâtres lyriques ont adopté l'emploi du métronome électrique pour l'exécution des chœurs placés derrière la scène, et quand les maîtres de chant ne peuvent ni voir la mesure ni entendre l'orchestre. »

Dans l'Enfance du Christ, qui ne fait pourtant appel qu'à un effectif de musique de chambre, « le chœur doit être caché derrière un rideau, nouvel effet d'opposition spatiale, pour lequel Berlioz utilise la récente invention d'un métronome électrique dont il était très fier ». Léon Escudier rend compte de cette exécution et de « la précision avec laquelle a été chanté le chœur derrière la coulisse ».
En effet, le compositeur « accorde de l'intérêt à ce qui est mécanique, comme à tout ce qui est synonyme pour lui de régularité et d'exactitude. Berlioz abhorre le flou, l'approximatif, l'imprécis ».

### Perfectionnements
Plusieurs modèles de batteur de mesure électrique sont présentés et brevetés.
Le « batteur de mesure ou métronome électrique » de Duboscq, de 1869, est « formé d'un fléau de balance sur les bras duquel agissent alternativement deux électro-aimants, et dont l'aiguille centrale très courte attire l'extrémité inférieure de la vergette du métronome qui s'incline dans un sens ou dans l'autre, suivant que le courant agit sur le premier ou le second électro-aimant ». 
Le batteur de mesure de Samuel, « monté sur un trépied à roulettes, porte une boîte carrée. La baguette qui sort de cette boîte à travers l'ouverture d'une paroi est suspendue à l'aide d'une articulation à genou qui lui permet de s'incliner en tous sens et de donner les quatre mouvements qui commandent la mesure ». 
Les baguettes oscillantes du batteur de mesure électrique, « qui constituent de véritables pendules, éprouvent une certaine difficulté à prendre les mouvements qui ne sont pas d'accord avec leur durée normale d'oscillation, et leur inertie peut s'opposer aux brusques changements d'allure ». Le système Carpentier résout ce problème, en 1886, en proposant un éclairage alternatif de deux baguettes sur un fond noir, qui « produit sur l'œil l'impression d'une baguette oscillant entre deux positions déterminées, sans que ce mouvement se produise réellement ».
On fera observer qu'à la différence du métronome électrique de Berlioz qui doit transmettre la battue et le tempo à des « sous-chefs d'orchestre » et non aux exécutants eux-mêmes, « cet instrument a l'inconvénient, comme celui de M. Duboscq, de ne pouvoir marquer que deux temps ».

## Description
Les différents modèles de batteur de mesure électrique sont toujours « des appareils qui permettent à un chef d'orchestre de conduire un grand nombre de musiciens ou de transmettre à des choristes, qui ne peuvent le voir, la mesure variée des morceaux à exécuter ».

## Œuvres
Le batteur de mesure électrique est utile pour l'interprétation de partitions faisant appel à de vastes effectifs, ou à des effets de distance en acoustique musicale.

### Opéras
Composé à la fin de l'année 1856, le finale du Ier acte des Troyens est, selon Suzanne Demarquez, « l'occasion pour Berlioz de se lancer dans un de ces effets stéréophoniques qu'il affectionne particulièrement : trois orchestres de cuivres, plus les hautbois, « six ou huit harpes » et cymbales sont placés à différents points derrière la scène. Le métronome électrique permet au chef d'orchestre de régler les effets de lointain ». Dès lors, à mesure que « les chœurs se rapprochent peu à peu, la musique fuse de tous côtés, l'effet d’espace est saisissant ».
Le « métronome électrique » est employé par l'Opéra de Paris, lors de la reprise d'Alceste de Gluck, en 1861. Gounod et Bizet, admirateurs de Berlioz,, ont également recours au batteur de mesure électrique pour leurs opéras : Faust et Carmen. Berlioz recommande personnellement l'emploi du « métronome électrique » à son ami Verdi pour la création des Vêpres siciliennes à l'Opéra Le Peletier, le 13 juin 1855. Son système est encore employé pour des représentations de Rigoletto et du Cid de Massenet, en 1886, avec « des résultats excellents ».

### Symphonies
Parmi les partitions symphoniques employant des effectifs et une disposition spatiale telles que l'emploi du batteur de mesure électrique est souhaitable, on peut citer :
- la Symphonie no 2 « Résurrection » de Gustav Mahler,
- la Symphonie no 8 ou « Symphonie des Mille » de Gustav Mahler,
- la Symphonie no 4 de Charles Ives.

### Autres
Le Te Deum de Berlioz fait appel à « quatre sources sonores à bonne distance les unes des autres : les deux chorales, l'orchestre et les grandes orgues : le public baigne dans un océan dont les courants s'entrecroisent autour et au-dessus de lui sans jamais se confondre ». Suzanne Demarquez relève dans cette œuvre « une préoccupation de la distribution des forces dans un effet antiphonal, ou plutôt spatial, qui caractérisait déjà le Requiem et allait être la grande affaire des compositeurs (et des ingénieurs du son !) un siècle plus tard ».

## Au cinéma
Dans le film Répétition d'orchestre (Prova d'orchestra) de Federico Fellini, sorti en 1978, l'orchestre se révolte contre son chef, de manière grotesque, et le remplace par un métronome géant.

### Ouvrages généraux
- Hector Berlioz, Les Soirées de l'orchestre, Paris, Michel Lévy frères, 1852 (1re éd. 1844), 425 p. (lire en ligne), « 25e soirée, Euphonia ou la ville musicale (nouvelle de l'avenir) », p. 295-337.
- Hector Berlioz, Traité d'instrumentation et d'orchestration : Le chef d'orchestre, théorie de son art, Paris, Henry Lemoine, 1993 (1re éd. 1855), 312 p. (ISMN 979-0-2309-4518-9).
- Eugène-Oscar Lami et Alfred Tharel, Dictionnaire encyclopédique et biographique de l'industrie et des arts industriels, Paris, Librairie des dictionnaires, 1891, 1392 p. (lire en ligne), p. 305-306.
- Julien Lefèvre, L'électricité au théâtre, Paris, Grelot, 1894, 345 p. (lire en ligne), p. 305-311.

### Monographies
- Claude Ballif, Berlioz, Paris, Seuil, coll. « Solfèges » (no 29), 1968, réed. 1990, 187 p. (ISBN 978-2-02-000249-3 et 2-02-000249-3).
- Henry Barraud, Hector Berlioz, Paris, Fayard, 1989, 506 p. (ISBN 978-2-213-02415-8).
- Hector Berlioz, Mémoires, Paris, Flammarion, coll. « Harmoniques », 1991 (ISBN 978-2-7000-2102-8) présentés et annotés par Pierre Citron.
- Pierre Citron, Cahiers Berlioz no 4, Calendrier Berlioz, La Côte-Saint-André, Musée Hector-Berlioz, 2000, 252 p. (ISSN 0243-3559).
- Suzanne Demarquez, Hector Berlioz, Paris, Seghers, coll. « Musiciens de tous les temps », 1969.

### Articles
- Anonyme, « Divers », L'Officiel-artiste,‎ 16 décembre 1886 (lire en ligne).
- Léon Escudier, « Métronome électrique », La France musicale,‎ 7 janvier 1855 (lire en ligne).
- Joël-Marie Fauquet, « L'imagination scientifique de Berlioz », dans Joël-Marie Fauquet, Catherine Massip et Cécile Reynaud (dir.), Berlioz : textes et contextes, Paris, Société française de musicologie, 2011, 326 p. (ISBN 978-2-853-57022-0), p. 167–180.
- Julius Lovy, « Nouvelles diverses », Le Ménestrel,‎ 20 octobre 1861 (lire en ligne).